# Amaurornis isabellina
Amaurornis isabellina là một loài chim trong họ Rallidae. Chúng là loài đặc hữu của Indonesia.

## Hình ảnh

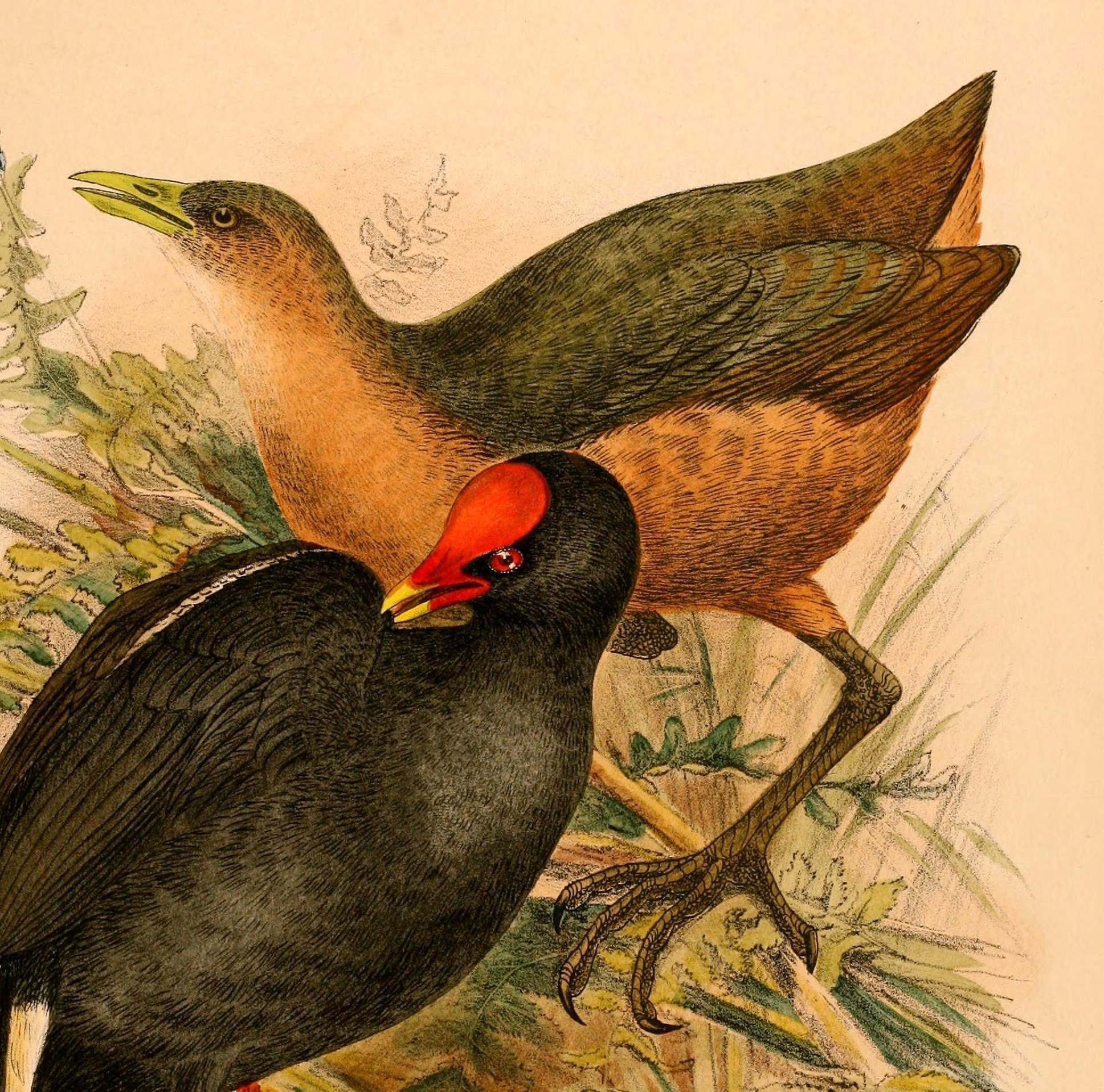
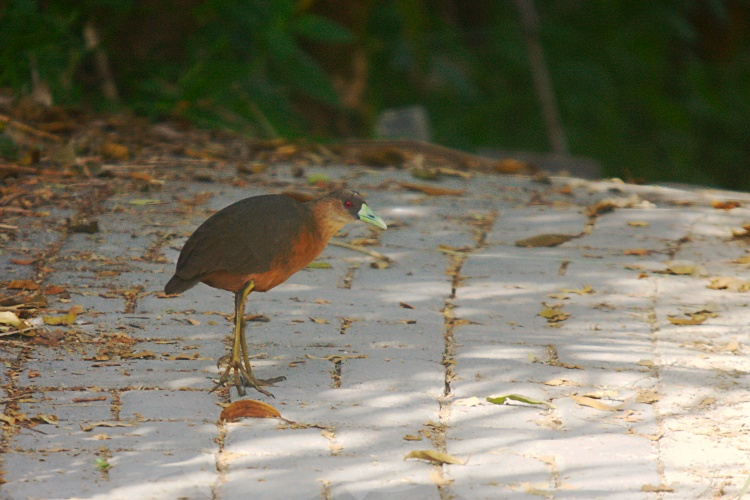